# Давидит
Давидит (рос. давидит; англ. davidite; нім. Davidit m) — мінерал, складний оксид рідкісноземельних елементів, титану, заліза та ін. з групи кричтоніту.

## Загальний опис
Хімічна формула: АМ21О38, де А — TR, Fe2+, Mg, U тощо. М — Ti, Fe3+ тощо.
- Давидит-(Ce) – Ce(Y,U)Fe2(Ti,Fe,Cr,V)18(O,OH,F)38[1]
- Давидит-(La) – La(Y,U)Fe2(Ti,Fe,Cr,V)18(O,OH,F)38[1]

Сингонія тригональна.
Твердість 5.
Густина 4,3-4,9.
Блиск напівметалічний до смолистого. Майже непрозорий.
Колір чорний, в тонких сколах коричневий.
Зустрічається у пегматитах і гідротермальних родовищах.
Асоціює з рутилом та ільменітом.
Основні місця знахідок — в Австралії та Мозамбіку. Виявлений в шт. Аризона (США) та в Норвегії.
Важлива частина деяких уранових руд.